# Coptobasis subaenescens
Coptobasis subaenescens là một loài bướm đêm trong họ Crambidae.